# Mordechaj Menachem Mendel Kalisz
Mordechaj Menachem Mendel Kalisz, zwany Milczącym Cadykiem (ur. 1819, zm. 6 czerwca 1868) – rabin, drugi cadyk chasydzkiej dynastii Warka. Syn cadyka Israela Icchaka Kalisza i ojciec Symchy Bunema Kalisza.
Po śmierci ojca w 1848 roku zrzekł się praw do sukcesji na rzecz Szragi Fajwla z Grójca, jednak ten zmarł w tym samym roku i Menachem Mendel musiał przejąć przywództwo nad warecką dynastią.
Słynął z ciągłego milczenia, które traktował jako formę modlitwy. Podkreślał potrzebę wyrozumiałości wobec bliźniego, którą nazwał Ahawas Isroel (hebr. umiłowanie ludu Izraela). Nauczał, że człowiek ma trzy właściwości: wyprostowaną postawę, milczący płacz oraz taniec bez ruchu.
Mordechaj Menachem Mendel Kalisz pochowany jest w ohelu na cmentarzu żydowskim przy ulicy Okopowej w Warszawie (kwatera 13, rząd 20).